# Freedom of Information Act
In het Amerikaans staatsrecht is de Freedom of Information Act, afgekort als FOIA, een wet op de openbaarheid van bestuur uit 1966 die een volledige of gedeeltelijke openbaarmaking vereist van eerder niet vrijgegeven informatie zoals documenten die op verzoek door de Amerikaanse overheid worden beheerd. De wet definieert gegevens van agentschappen die moeten worden openbaar gemaakt, schetst verplichte openbaarmakingsprocedures en definieert negen uitzonderingen op de statuten of grondregels. De wet werd onderschreven door president Lyndon B. Johnson op 4 juli 1966 en is in voege sinds 5 juli 1966.

## Materie
De wet was bedoeld om de functies van Amerikaanse overheidsinstellingen transparanter te maken, zodat de bevolking gemakkelijker problemen in de werking van de overheid kan identificeren en druk kan uitoefenen op het Congres, ambtenaren van het agentschap en de president om deze probleemsituaties aan te pakken.
De Freedom of Information Act werd goedgekeurd door de Senaat op 13 oktober 1965. De wet is expliciet van toepassing op uitvoerende overheidsinstanties. Deze agentschappen hebben verschillende mandaten om te voldoen aan openbare informatieverzoeken. Naast het openbaar maken en toegankelijk maken van alle bureaucratische en technische procedures voor het aanvragen van documenten van dat agentschap, worden agentschappen ook gestraft voor het belemmeren van het proces van een verzoek om informatie.
Als bijvoorbeeld "uitzendkrachten willekeurig of wispelturig hebben gehandeld met betrekking tot het achterhouden, zal "de speciale raadsman onmiddellijk een procedure starten om te bepalen of disciplinaire maatregelen gerechtvaardigd zijn tegen de functionaris of werknemer die primair verantwoordelijk was voor het achterhouden." De wet is echter ook van toepassing of treedt ook in werking op een verhaal voor iemand die informatie zoekt om naar een federale rechtbank te gaan als er een vermoeden bestaat van illegale manipulatie of andere schendende praktijken.
Er bestaan echter negen vrijstellingen op de wet, variërend van een inhouding "die specifiek is toegestaan op grond van criteria vastgesteld door een uitvoeringsbevel geheim te houden in het belang van de nationale defensie of buitenlands beleid" en "handelsgeheimen" tot "duidelijk ongerechtvaardigde inbreuk op de persoonlijke levenssfeer".

## Criteria voor vrijstelling
De negen huidige vrijstellingen voor de FOIA hebben betrekking op kwesties van gevoeligheid en persoonlijke rechten; de informatie moet voldoen aan de volgende criteria om niet te mogen worden verspreid (...);
- specifiek gemachtigd op grond van criteria die zijn vastgesteld bij een uitvoerend bevel om geheim te worden gehouden in het belang van de nationale defensie of het buitenlands beleid en zijn feitelijk correct geclassificeerd op grond van een dergelijk uitvoerend bevel;
- uitsluitend verband houden met de interne personeelsregels en -praktijken van een agentschap;
- specifiek vrijgesteld van openbaarmaking door statuten, op voorwaarde dat dergelijk statuut vereist dat de aangelegenheden op zodanige wijze aan het publiek worden onthouden dat er geen discretionaire bevoegdheid wordt gelaten over deze kwestie, of specifieke criteria voor inhouding of verwijst naar bepaalde soorten zaken die moeten worden ingehouden;
- handelsgeheimen en commerciële of financiële informatie verkregen van een persoon en bevoorrecht of vertrouwelijk;
- inter-agentschap of intra-agentschap memoranda of brieven die niet bij wet beschikbaar zouden zijn voor een andere partij dan een agentschap in een rechtszaak met het agentschap;
- personeels- en medische dossiers en soortgelijke bestanden waarvan de openbaarmaking een duidelijk ongerechtvaardigde inbreuk op de persoonlijke levenssfeer zou vormen;
- registers of informatie die zijn verzameld voor wetshandhavingsdoeleinden, maar alleen voor zover redelijkerwijs kan worden verwacht dat de productie van dergelijke wetshandhavingsregisters of -informatie de handhavingsprocedures zou verstoren, een persoon het recht op een eerlijke behandeling zou ontnemen proces of een onpartijdige uitspraak, kan redelijkerwijs worden verwacht dat dit een ongerechtvaardigde inbreuk op de persoonlijke privacy vormt, kan redelijkerwijs worden verwacht dat de identiteit van een vertrouwelijke bron, met inbegrip van een staat, lokale of buitenlandse instantie of autoriteit, bekend wordt gemaakt of elke particuliere instelling die op vertrouwelijke basis informatie heeft verstrekt en, in het geval van een dossier of informatie die is verzameld door een strafrechtelijke handhavingsinstantie in de loop van een strafrechtelijk onderzoek of door een instantie die een wettig onderzoek naar inlichtingen over de nationale veiligheid uitvoert, informatie verstrekt door een vertrouwelijke bron, zou technieken en procedures bekendmaken voor onderzoeken of vervolgingen van wetshandhavingsinstanties, of zou bekendmaken richtlijnen verliezen voor rechtshandhavingsonderzoeken of vervolgingen als redelijkerwijs kan worden verwacht dat dergelijke openbaarmaking het risico van omzeiling van de wet in gevaar brengt, of redelijkerwijs kan worden verwacht dat het het leven of de fysieke veiligheid van een individu in gevaar brengt;
- vervat in of gerelateerd aan onderzoeks-, operationele of toestandsverslagen die zijn opgesteld door, namens of voor het gebruik van een agentschap dat verantwoordelijk is voor de regulering van of het toezicht op financiële instellingen;
- geologische en geofysische informatie en gegevens, inclusief kaarten